# Tömösvárysches Organ

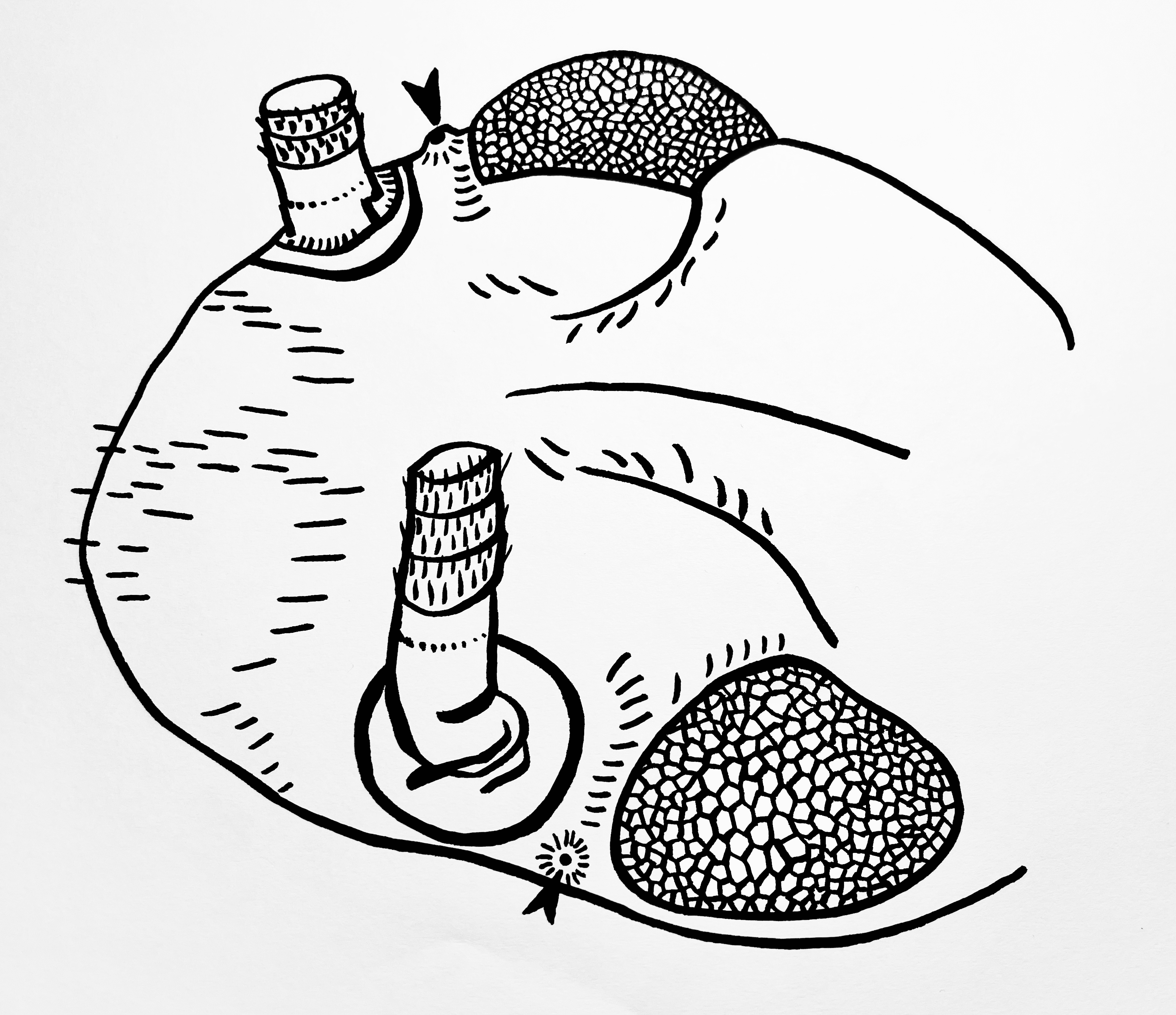
Lage der Temporalorgane des Tausendfüßers Thereuonema hilgendorferi (Pfeile); Benecke nach Yamana 1986

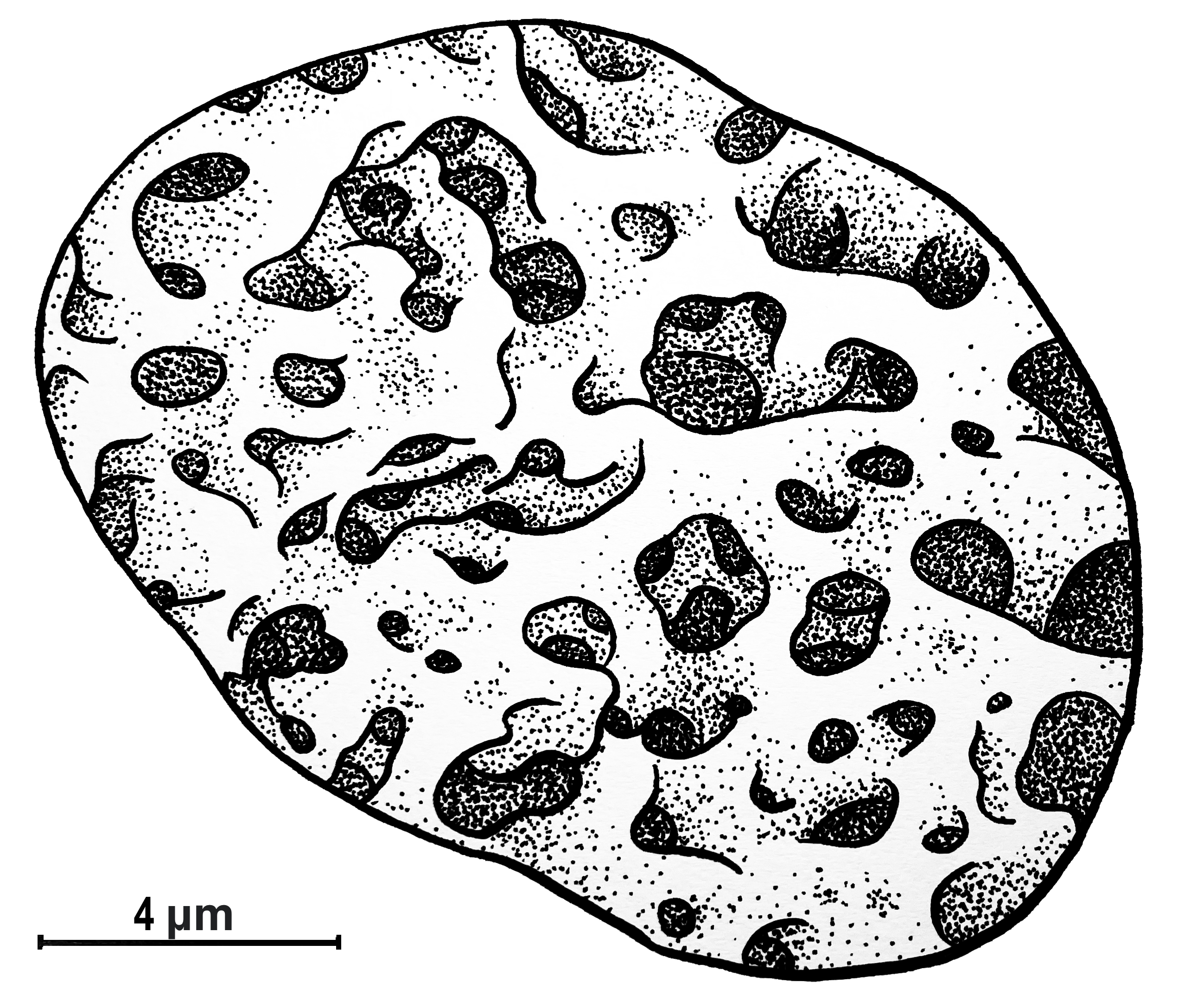
Feinaufbau der Grube des Temporalorgans eines Tausendfüßers: Netzförmiges Gitterwerk; Benecke nach Haupt 1971

Das Tömösvárysche Organ (auch Temporal-, Schläfen- oder Tömösvary-Organ) ist ein in einer Einbuchtung hinter den Antennen (oder zwischen Antennen und Augen, sofern vorhanden) von Hundert- und Doppelfüßern liegendes Sinnesorgan zur Feuchtigkeits-Wahrnehmung. Dies ermöglicht es den Tieren, die jahreszeitlich beziehungsweise feuchtemäßig richtige Bodenschicht aufzusuchen. Es wurde im Jahr 1883 von Ödön Tömösváry erstmals beschrieben und seit ca. dem Jahr 1900 Tömösvárysches Organ genannt.
Vergleichbare Organe finden sich auch bei Symphyla (Zwergfüßern) und einigen Urinsekten. Das Organ scheint auch Schall aufnehmen zu können; Lithobius forficatus reagiert – wohl unter Beteiligung des Organes – beispielsweise auf Schallwellen von 50 bis 5000 Hz, maximal zwischen 500 und 2000 Hz.  Früher wurde vermutet, dass es der Geschmackserkennung dient, auch der Schwerkraftwahrnehmung wurde es nach Experimenten mit durch Paraffin bedeckten Tömösváryschen Organen (bei Thyropygus) zugeschrieben. Auch eine Nerven-Antwort auf Kohlendioxid wurde gemessen. Diskutiert wird auch eine konvergente, mehrfach unabhängige Entwicklung des Organs mit verschiedenen Funktionen.

## Feinaufbau
Die Eingangs-Öffnung zur Grube, in welcher das Organ liegt, misst um 15 μm, die Weite beträgt 30 μm, bei Riesenkuglern ist die Öffnung winzig, bei Saftkuglern (Glomerida) hat sie die Form eines großen Hufeisens; Spiroboliden besitzen das Organ nicht. Der Grubenraum ist immer mit einem Gitterwerk sehr dünner, von Poren durchsetzter, stäbchenförmiger Kutikula ausgefüllt, die mit Sinneszellen an der inneren Verkleidung der Grube in Verbindung steht.